# Coming 2 America
Coming 2 America (Brasil: Um Príncipe em Nova York 2; Portugal: O Príncipe Volta a Nova Iorque) é um filme de comédia americano de 2021, dirigida por Craig Brewer, a partir de um roteiro de Kenya Barris, Barry W. Blaustein e David Sheffield, e uma história de Blaustein, Sheffield e Justin Kanew, baseada em personagens criados por Eddie Murphy.  É a segunda parte da série de filmes Coming to America e uma sequência do filme original de 1988. O filme é estrelado por Murphy, Arsenio Hall, Jermaine Fowler, Leslie Jones, Tracy Morgan, KiKi Layne, Shari Headley, John Amos, Teyana Taylor, Wesley Snipes e James Earl Jones.
Originalmente seria lançado nos cinemas pela Paramount Pictures, mas os direitos de distribuição doméstica do filme foram vendidos para a Amazon Studios devido à pandemia de COVID-19. Amazon o lançou digitalmente no Prime Video em 5 de março de 2021,  exceto para os países onde a Paramount lançou o filme nos cinemas.

## Premissa
Situado 30 anos após os eventos do primeiro filme, o ex-príncipe Akeem Joffer (Eddie Murphy) se tornará rei de Zamunda quando descobrir que tem um filho que nunca conheceu na América - um nativo do Queens chamado Lavelle Junson (Jermaine Fowler). Honrando o desejo de morte de seu pai real (James Earl Jones) de preparar este filho como o príncipe herdeiro, Akeem e Semmi (Arsenio Hall) partirão para a América mais uma vez.

## Enredo
No 30º aniversário de seu casamento com Lisa McDowell, o Príncipe Akeem de Zamunda é convocado diante de seu pai moribundo, o Rei Jaffe Joffer. Jaffe e seu xamã Baba revelam a um Akeem perplexo que ele gerou um filho durante sua primeira visita ao Queens, Nova York, depois que Semmi seduziu duas mulheres para passarem a noite com elas enquanto Akeem ainda procurava por sua futura rainha. Uma delas drogou Akeem, resultando em um encontro que ele não lembrava.
Como a tradição zamundiana exige que apenas um sucessor masculino possa herdar o trono, e Lisa teve apenas filhas, Akeem é forçado a viajar de volta ao Queens para resgatar seu filho. Caso contrário, eles podem enfrentar uma violenta tomada de controle pela nação militarista vizinha de Zamunda, Nexdoria, cujo ditador, o general Izzi, tem pressionado a filha mais velha de Akeem, Meeka, a se casar com seu filho estúpido, Idi.
Após o funeral do Rei Jaffe e a ascensão de Akeem a rei, ele e Semmi viajam para o Queens para conhecer seu filho ilegítimo, Lavelle Junson, que é um cambista de ingressos lutando para conseguir um emprego de verdade. Depois de um reencontro estranho com a mãe dele, a desbocada Maria, Akeem leva eles e o tio de Lavelle, Reem, de volta a Zamunda, para desgosto de sua família. Quando o General Izzi fica sabendo disso, ele aparece para apresentar sua filha Bopoto a Lavelle como uma última chance de reivindicar o trono de Zamunda, mas para se qualificar como um príncipe real, Lavelle primeiro tem que passar por uma série de tradicionais - e perigosos - testes.
Lavelle inicialmente reluta em se colocar em perigo, mas depois se liga a Mirembe, uma tratadora real, que conta a ele sobre a busca de Akeem para encontrar sua rainha e o incentiva a seguir seu próprio caminho. Lavelle gradualmente desenvolve um entendimento com a família de Akeem e, usando sua inteligência e alguma coragem forçada, ele passa e é feito Príncipe de Zamunda.
No entanto, em sua festa de ascensão, Lavelle ouve uma conversa entre Akeem e Izzi que o faz acreditar que Akeem está apenas explorando ele, e ele, Mirembe, Maria e Reem voltam para Nova York no jato real. Chateada por perder Mary, de quem se tornou amiga, Lisa coloca Akeem para fora do quarto. Depois de conversar com seu sogro, Clarence McDowell, que o lembra da mente progressista da falecida Rainha Aoleon, Akeem voa de volta para os Estados Unidos, enquanto Semmi é deixada para travar Izzi, que pretende voltar no dia seguinte para ver Bopoto se casar com Lavelle ou declarar guerra.
Voltando ao Queens, Akeem descobre que Lavelle e Mirembe estão prestes a se casar. Lembrado de sua própria história de vida, ele dá a eles sua bênção e libera Lavelle de suas obrigações reais.
Nesse ínterim, Semmi e as princesas lutam e subjugam o general Izzi, forçando-o a tentar uma abordagem mais diplomática. Ao retornar para casa, Akeem muda a tradição de sucessão real permitindo que sua filha Meeka suba ao trono após sua morte, enquanto Lavelle é nomeado embaixador de Zamunda em Nova York e o General Izzi abriu a Nexdoria para um relacionamento político e comercial pacífico. O filme termina com uma grande festa no palácio real, com amigos de Akeem do Queens como convidados especiais, incluindo uma apresentação da banda Chocolate Sensual.

## Elenco
- Eddie Murphy como Rei Akeem Joffer, o rei recém-coroado de Zamunda.
  - Murphy também interpreta Randy Watson, um cantor de soul da banda fictícia Chocolate Sensual, bem como Clarence, o barbeiro local, e Saul, o cliente judeu da barbearia.
- Arsenio Hall como Semmi, o melhor amigo e assessor de Akeem.
  - Hall também interpreta o reverendo Brown, um pastor da igreja,[7] assim como o barbeiro destro de Clarence, Morris, e Baba, um xamã.  Ele também reprisou seu papel como a garota feia da boate do primeiro filme por meio de filmagens de arquivo.
- Jermaine Fowler como Lavelle Junson, filho bastardo de Akeem.
- Leslie Jones como Maria Junson, mãe de Lavelle.[8]
- Tracy Morgan como Kareem "Reem" Junson, tio de Lavelle.[9]
- KiKi Layne como a Princesa Meeka Joffer, primeira filha de Akeem e Lisa.[10]
- Shari Headley como a Rainha Lisa Joffer, esposa de Akeem por quem ele se apaixonou durante sua primeira viagem aos Estados Unidos.
- Wesley Snipes como General Izzi,[11] irmão mais velho de Imani.[12]
- Teyana Taylor como Bopoto Izzi, filha do General Izzi e princesa  de Nextdoria
- James Earl Jones como o Rei Jaffe Joffer, o pai doente de Akeem e o Rei de Zamunda.
- John Amos como Cleo McDowell, ex-empregador, e sogro de Akeem, e pai de Lisa.
- Rotimi como Pretty Iddi, filho do General Izzi e príncipe de Nextdoria.[13]
- Vanessa Bell Calloway como Imani Izzi, irmã mais nova do general Izzi e ex-noiva prometida de Akeem.
- Paul Bates como Oha, um antigo servo real.[14]
- Nomzamo Mbatha como Mirembe, uma tratadora real e interesse amoroso de Lavelle.[15]
- Louie Anderson como Maurice, um ex-funcionário de nível médio e atual gerente da lanchonete McDowell's.
- Clint Smith como Sweets, um barbeiro
- Garcelle Beauvais como Gracie, portadora das rosas reais
- Bella Murphy como Princesa Omma Joffer, segunda filha de Akeem e Lisa[16]
- Luenell como Livia Junson, tia de Lavelle
- Michael Blackson como tenente de Izzi
- Trevor Noah como Totatsi Bibinyana, âncora da Zamunda News Network
- Colin Jost como sr. Duque
- Morgan Freeman como ele mesmo[17]
- En Vogue como eles mesmos
- Rick Ross como ele mesmo
- Davido como ele mesmo[18]
- Salt-N-Pepa como eles mesmos
- Gladys Knight como ela mesma.
- Dikembe Mutombo como ele mesmo.
- Rick Ross como soldado do General Izzi

## Música
A trilha sonora original do filme foi lançada pela Def Jam Recordings em 5 de março de 2021. Em fevereiro de 2021, Bobby Sessions e Megan Thee Stallion lançaram "I'm a King" como single principal.

## Recepção

### Recepção crítica
No site de análises cinematográficas Rotten Tomatoes, Coming 2 America alcançou aprovação de 49% com base em 238 análises com média de 5.4/10. O consenso crítico do site declara: "Décadas após seu antecessor brincar sobre o limite entre amor e náusea, Coming 2 America lembra o público que existe igualmente um limite entre sequência e retrocesso." No site Metacritic, o filme recebeu pontuação média de 52/100 com base em 47 avaliações, indicando "análises mistas ou negativas".
Cassie Da Costa, escrevendo para a revista Vanity Fair, considerou o filme desfavoravelmente escrevendo que é "surpreendente em sua total incompetência" e "usa o discurso mal passado da era da internet como um substituto para comentários culturais significativos ou mesmo divertidos". Escrevendo para o jornal britânico The Guardian, o crítico Peter Bradshaw afirmou que "o filme é tão cansado e de meia-idade quanto o próprio Akeem (o personagem principal)". Peter Debruge, da revista Variety define: "Na maior parte do tempo, Coming 2 America retrocede em frases familiares, exibindo quase, palavra por palavra, repetições de trechos divertidos do original, mas eles não necessariamente se igualam neste contexto."
Melanie McFarland, do Salon, deu ao filme uma análise favorável, escrevendo que ele "honra seu antecessor" e supera parte da datação do filme original, utilizando "comédia mais equitativa que distorce tradições patriarcais ultrapassadas". Mick LaSalle, do jornal San Francisco Chronicle, também avalia positivamente o filme, dizendo: "Quando (Eddie Murphy) traz suas capacidades dramáticas para papéis cômicos, ele está realmente no seu melhor e mais original. É estranho, esses filmes que criam uma sensação quente. É difícil dizer por que ou como se sente como o resumo das três décadas de tolice virtuosa que Murphy trouxe para a tela, e de tudo o que significou para nós."